# Excellent (アルバム)
『Excellent』（エクセレント）は、日本の女性歌手・田村直美の1枚目のオリジナル・アルバム。1994年9月21日発売。

## 概要
田村直美名義での初アルバム。
先行シングル「自由の橋」「あきらめられない夢に」「永遠の一秒」を収録している。

## 音楽性
本作のレコーディングは、キーボードの鷹羽仁、プロデューサーでコーラスの月光恵亮を除いて、ジョーイ・カーボーンをはじめとする外国人ミュージシャンが起用された。

## 批評
『CDジャーナル』は「速いテンポでたたみかけるメロディの緊迫感が印象的だが、言葉の重さにサウンドが飽和してトゥーマッチな所もあり」と評した。

## 収録曲
全作詞：田村直美／（特記以外全曲）作曲：田村直美・石川寛門／編曲：ジョーイ・カーボーン・鷹羽仁
1. 自由の橋
  - 1枚目のシングル。
  - TBSテレビ系「たけし・所のドラキュラが狙ってる」エンディング・テーマ。
2. 開園のベル〜I'm Just a Woman〜
3. KISS ME
4. つのる思い
5. 友好条約結べないなら
  - 1枚目のシングル「自由の橋」のカップリング曲。
6. NERVOUS BREAK DOWN
  - 2枚目のシングル「あきらめられない夢に」のカップリング曲。
7. HELP ME ANGEL
  - 作曲：田村直美
8. 出会いが遅いだけで
9. 永遠の一秒
  - 3枚目のシングル。三貴商事「銀座ジュエリー・マキ・カメリアダイヤモンド」CMソング。
10. あきらめられない夢に
  - 2枚目のシングル。テレビ朝日系「お姉さんの朝帰り II」オープニング・テーマ。
11. 笑顔の純度
  - 作曲：Teddy Castellucci・ジョーイ・カーボーン
12. 真夏の雨
  - 3枚目のシングル「永遠の一秒」のカップリング曲。

## 参加ミュージシャン
- マイケル・トンプソン - ギター
- デニス・ベルフィールド -　ベース
- 鷹羽仁 - キーボード
- ジョーイ・カーボーン - オルガン
- 月光恵亮 - コーラス